# Allaxius sculptimanus
Allaxius sculptimanus är en kräftdjursart som först beskrevs av Ward 1942.  Allaxius sculptimanus ingår i släktet Allaxius och familjen Axiidae. Inga underarter finns listade i Catalogue of Life.